# 韩森寨街道
韩森寨街道，是中华人民共和国陕西省西安市新城区下辖的一个乡镇级行政单位。

## 行政区划
韩森寨街道下辖以下地区：
咸宁社区、咸东社区、爱民社区、新园社区、万寿社区、东方社区、公园南路社区、秦川社区和韩南社区。